# Pheidologeton
Pheidologeton is een geslacht van vliesvleugelige insecten van de familie Mieren (Formicidae).

## Soorten
- P. aberrans Santschi, 1937
- P. affinis (Jerdon, 1851)
- P. ceylonensis Forel, 1911
- P. dentiviris Forel, 1913
- P. diversus (Jerdon, 1851)
- P. hammoniae Stitz, 1923
- P. hostilis (Smith, F., 1858)
- P. kunensis Ettershank, 1966
- P. latinodus Zhou & Zheng, 1997
- P. maccus Wheeler, W.M., 1929
- P. mayri Santschi, 1928
- P. melanocephalus Donisthorpe, 1948
- P. melasolenus Zhou & Zheng, 1997
- P. nanningensis Li & Tang, 1986
- P. nanus Roger, 1863
- P. obscurus Viehmeyer, 1914
- P. petulens Santschi, 1920
- P. pullatus Santschi, 1920
- P. pungens (Smith, F., 1861)
- P. pygmaeus Emery, 1887
- P. ruber (Smith, F., 1860)
- P. rugosus Karavaiev, 1935
- P. silenus (Smith, F., 1858)

- P. silvestrii Wheeler, W.M., 1929
- P. solitarius Stitz, 1910
- P. transversalis (Smith, F., 1860)
- P. trechideros Zhou & Zheng, 1997
- P. varius Santschi, 1920
- P. vespillo Wheeler, W.M., 1921
- P. volsellata Santschi, 1937
- P. yanoi Forel, 1912
- P. zengchengensis Zhou, Zhao & Jia, 2006